# Roger Enrico
Roger Anthony Enrico (11 novembre 1944 - 1er juin 2016) est un homme d'affaires américain qui est surtout connu pour ses longs services en tant que directeur général de PepsiCo.

## Biographie

### Enfance et formation
Roger Anthony Enrico est né le 11 novembre 1944 d'immigrants italiens dans la ville minière de Mesabi Range à Chisholm (Minnesota). Il est le fils d'un ouvrier d'une usine de minerai de fer. Il reçoit une bourse au Babson College où il étudie l'administration des affaires. Enrico s'enrôle dans la marine américaine et sert au Vietnam.

### Carrière de business
Enrico commence sa carrière commerciale chez General Mills comme responsable de marque pour Wheaties. En 1971, il rejoint PepsiCo pour aider à commercialiser les Funyuns (en). Il est ensuite directeur de marque pour Cheetos et Fritos avant de diriger les opérations au Japon et en Amérique du Sud. Il est nommé PDG de la division Pepsi de PepsiCo en 1983 à l'âge de 38 ans. Cette année-là, il signe avec Michael Jackson un contrat de marketing de 5 millions de dollars. Lionel Richie signe ensuite aussi.
Il est président de PepsiCo de 1996 à 2001 et président de DreamWorks Animation SKG Inc de 2004 à 2012,. Il est bien connu pour sa rivalité commerciale avec son collègue homme d'affaires Roberto Goizueta, PDG de Coca-Cola pendant son mandat de PDG de Pepsi.
Il siège au conseil d'administration de la National Geographic Society, de l'Environmental Defense Fund, du Solar Electric Light Fund et de l'American Film Institute.

### Mort
Enrico meurt le 1er juin 2016, à l'âge de 71 ans, alors qu'il faisait de la plongée avec tuba aux îles Caïmans où il avait une maison.

## Dans la culture populaire
Il est incarné par Tony Shalhoub dans le film Flamin' Hot (2023) d'Eva Longoria.